# Гарутишки
Гарутишки (бел. Гару́цішкі) — деревня в Дзержинском районе Минской области Белоруссии. В составе Путчинского сельсовета. Население 75 человек (2009).

## География
Гарутишки находится в 9 км северо-западнее Дзержинска, в 35 км к юго-западу от центра Минска, в 12 км от железнодорожной станции Койданово.
С севера к Гарутишкам примыкает деревня Мироны, по восточной окраине деревни проходит шоссе Р65 (Заславль — Дзержинск).

### Гидрография
Через деревню протекает ручей, принадлежащий бассейну Усы (Уссы), в деревне на нём запруда.

## Этимология
Герута (Gerutha) — имя германского происхождения, которое связывают с именем Гера.
Ещё этнограф и языковед Евфимий Карский обращал внимание на то, что в латышской Курляндии, «большинство белорусских населенных мест заканчиваются на -ішкі», позже в русле политики литовизации подобные топонимы на -ішкі обозначили как «исторически балтийские» и даже «типично литовские». Тем временем минский исследователь Алехно Дойлида отмечает, что «в восточногерманских языках был расширен суффикс -isk-: таким порядком, так именованная «линия Сафаревича» (граница превосходства поселений с названиями на -ішкі в Понемонье) не обязательно связана с балтами».

## История

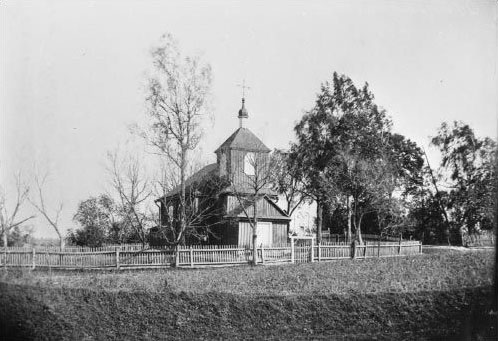
Церковь апостолов Петра и Павла (не сохранилась)

Деревня известна с XVIII века. Входила в состав Койдановского графства князей Радзивиллов. Потом некоторое время принадлежало роду Торгоня-Жидовичей герба «Любич», давних прихожан и опекунов койдановского коливинистского собрания.
В 1708 году возный минский Бронислав Богдан Торгоня-Жидович построил в Гарутишках униатскую Петропавловскую церковь, записав ей 40 десятин земли. В церкви находилась местночтимая икона Богородицы униатского письма. В результате второго раздела Речи Посполитой (1793 год) Гарутишки оказались в составе Российской империи, в Минском уезде Минской губернии. В 1839 году церковь переведена в православие.
В 1871 году на средства прихожан возведено новое здание церкви (деревянная православная церковь Петра и Павла), которое однако сохранило традиционные архитектурные черты. Также во второй половине XIX века в Гарутишках существовала дворянская усадьба Пашкевичей.
В 1884 году открыта церковно-приходская школа (12 учеников). В 1886 году в Койдановской волости Минского уезда. В начале XX века 30 дворов, 167 жителей.
В 1894 году Департамент земледелия выделил в Гарутишках землю В. В. Пашкевичу для организации питомника лекарственных растений.
В 1920-е в здании церковно-приходской школы действовала начальная школа.

## Население

### Численность
- 2009 год — 75 жителей

### Динамика
- 1906 год — 30 дворов, 167 жителей
- 1909 год — 50 человек в селе Гарутишки и 42 человек в фольварке Гарутишки[9]
- 1999 год — 104 жителя (перепись населения)
- 2004 год — 42 двора, 83 жителя
- 2009 год — 75 жителей (перепись населения)

## Достопримечательность
- Усадьба академика Пашкевича В. В. с питомником лекарственных растений (конец XIX века, сохранилась фрагментарно, внесена в Список историко-культурных ценностей) —  Историко-культурная ценность Республики Беларусь, шифр 613Г000136.
- Братская могила советских воинов и партизан, погибших во Второй мировой войне.

### Утраченное наследие
- Деревянная православная Петро-Павловская церковь. На месте церкви сохранились руины приходского кладбища.

## Известные лица
- Василий Васильевич Пашкевич (1856/1857—1939) — российский и советский учёный, специалист в области плодоводства, доктор биологических наук (1934), академик ВАСХНИЛ (1935), Заслуженный деятель науки РСФСР (1935).